# Dümmer (Mecklembourg-Poméranie-Occidentale)
Dümmer est une municipalité allemande du land de Mecklembourg-Poméranie-Occidentale et l'arrondissement de Ludwigslust-Parchim. En 2013, elle comptait 1 452 habitants.

## Source
- (de) Cet article est partiellement ou en totalité issu de l’article de Wikipédia en allemand intitulé « Dümmer (Gemeinde) » (voir la liste des auteurs).